# Guo Jie
Guo Jie (chinesisch 郭 潔 / 郭 洁, Pinyin Guō Jié; * 16. Januar 1912 in Dalian; † 15. November 2015 in Xi’an) war ein chinesischer Leichtathlet.
1935 siegte er bei den Chinesischen Nationalspielen im Diskuswurf. Im Jahr darauf stellte er mit 41,07 m einen nationalen Rekord auf und repräsentierte daraufhin die Republik China bei den Olympischen Spielen 1936 in Berlin. Dort verbesserte er sich zwar in der Qualifikation auf 41,13 m, verpasste aber den Einzug in die nächste Runde.
Nach einem Studium der Agrarwissenschaften an der Universität Tokio wirkte er auf diesem Gebiet in Peking und Xi’an, bevor er in den 1950er Jahren Forscher und Trainer am Institut für Sporterziehung in Xi’an wurde. Seine dortige Tätigkeit setzte er auch nach seiner offiziellen Pensionierung im Jahr 1987 fort. Vor den Olympischen Spielen 2008 trug er die olympische Fackel durch die Straßen von Xi’an.
Vor seinem Tod war er der älteste lebende Teilnehmer der Olympiade 1936 und Teilnehmer an einer Olympiade überhaupt. Mit ihm starb der letzte chinesische Teilnehmer der Olympischen Spiele 1936. Er wurde 103 Jahre alt.